# سقالکسار
سقالکسار روستایی است از توابع بخش مرکزی شهرستان رشت در استان گیلان ایران که در ۱۵ کیلومتری جنوب شهر رشت در دهستان لاکان قرار دارد. این روستا ۱۵ دقیقه از رشت فاصله دارد و یکی از معروف ترین روستا است که جاذبه توريستی هم دارد.
برای دیدن یکی از دریاچه‌های زیبای ایران باید به روستای سقالکسار برویم؛ روستایی که مردمی خونگرم و مهمان نواز دارد. مردمی که به دامپروری، زراعت برنج و پرورش ماهی مشغولند و در محیطی باصفا زندگی می‌کنند.
در کنار این روستا، سد خاکی سقالکسار، دریاچه ای در منطقه جنگلی به وجود آورده‌است که گردشگران را از دور و نزدیک به سوی خود می‌کشاند. ارتفاع دریاچه از سطح دریا ۶۴ متر است که با طولی در حدود ۶۰۰ و عرض ۵۰۰ متر در این منطقه خودنمایی می‌کند. آب این دریاچه از بارش‌ها و چشمه‌های اطراف تأمین می‌شود.
وجود این گوهر ناب در اینجا باعث شده تا امکاناتی هم در اطراف آن شکل بگیرند و مردم برای گذران ساعاتی خوش راه شان را به سوی دریاچه سقالکسار کج کنند.
به دلیل توجه مردم بومی به نظافت دریاچه، و محیط اطراف آن، در اینجا زباله‌ها آن قدر به چشم نمی‌آیند. برای همین است که اینجا را پاک‌ترین دریاچه ایران می‌خوانند. البته رسم جالبی هم در این دریاچه هست که موجب این نظافت می‌شود؛ به هنگام ورود، به شما کیسه ای برای جمع‌آوری زباله می‌دهند که اگر این کار را انجام دهید، دو سوم ورودی را به شما بازمی‌گردانند. شنیده‌ها حاکی از این است که این رسم رو به کمرنگ شدن می‌رود و دیگر طرفداران پیشین را ندارد. امکان کمپ و شب مانی در این روستا وجود ندارد. از زیبایی های دیگر این روستا می‌توان به جنگل های بلند ، سد ، و کوه های فراز و نشیب اشاره کرد.
از جمله جاذبه‌های این روستا وجود دریاچه‌ای به ارتفاع ۶۴ متر از دریا به مساحت ۱۵ هکتار است که در پشت یک سد خاکی واقع شده‌است.
قدیم با اصالت‌ترین خانوارهای این روستا می‌توان خانواده‌های حبیبی و میرباقری را نام برد، میرباقری‌ها در بالا محل و حبیبی‌ها در پایین محل از معروفترین خانوارها هستند.

## نام
برای نام سقالکسار چند معنی بکار برده شده‌است:
1. سقالک معرب شده سیالخ به معنای خار سه پهلو و سار به معنی سر
2. سقالک به معنی تپه و در کل به معنی بالای تپه
3. سقا به معنی آبشخور، لک به معنی لکلک و سار به معنی پرنده سار

## آدرس
برای رسیدن به این منطقه این آدرس به ثبت رسیده‌است: از مسیر تهران بعد از پلیس راه سراوان به سمت جاده سراوان بعد از زیرگذر جاده آقا سید شریف، دریاچه سقالکسار

## امکانات تفریحی
در این دریاچه امکانات تفریحی زیادی وجود دارد، قایق‌سواری یکی از اصلی‌ترین تفریحات مردمی است که به این منطقه سفر می‌کنند، دکه‌های کوچکی در اطراف دریاچه ایجاد شده‌اند که قلیان و چای و … برای مردم فراهم می‌سازند، پارکینگی نیز برای استقرار خودروها در این منطقه تعریف شده که برای آن یک هزینه اندک ورودی در نظر گرفته شده‌است. توجه داشته باشید که امکان کمپ و شب‌مانی در خود سدخاکی نمی‌باشد و شما باید به داخل خود روستا رفته و اسکانی را اجاره کنید ساعت کاری مجموعه سدخاکی تا ساعت ۱۱ شب می‌باشد.

## جمعیت
این روستا در دهستان لاکان قرار داشته و براساس سرشماری سال ۱۳۸۵جمعیت آن ۵۸۴نفر (۱۶۸خانوار) بوده‌است.